# Casino Internacional Tibidabo
El Casino Internacional Tibidabo va ser un complex d'oci creat el 1909 al cim del Tibidabo. El recinte comprenia una sala de joc, teatre i bar. L'edifici fou dissenyat per Marià Rubió i Bellver. El casino oferia jocs d'atzar com la ruleta, el klondike o el bacarà. Malgrat que els jocs d'atzar estaven prohibits, la sala de joc va funcionar durant tres anys, fins que l'any 1912 va ser clausurada per ordre governativa. Actualment, l'edifici de l'antic casino forma part dels equipaments del parc d'atraccions del Tibidabo. El Museu dels autòmats ocupa l'antic teatre.

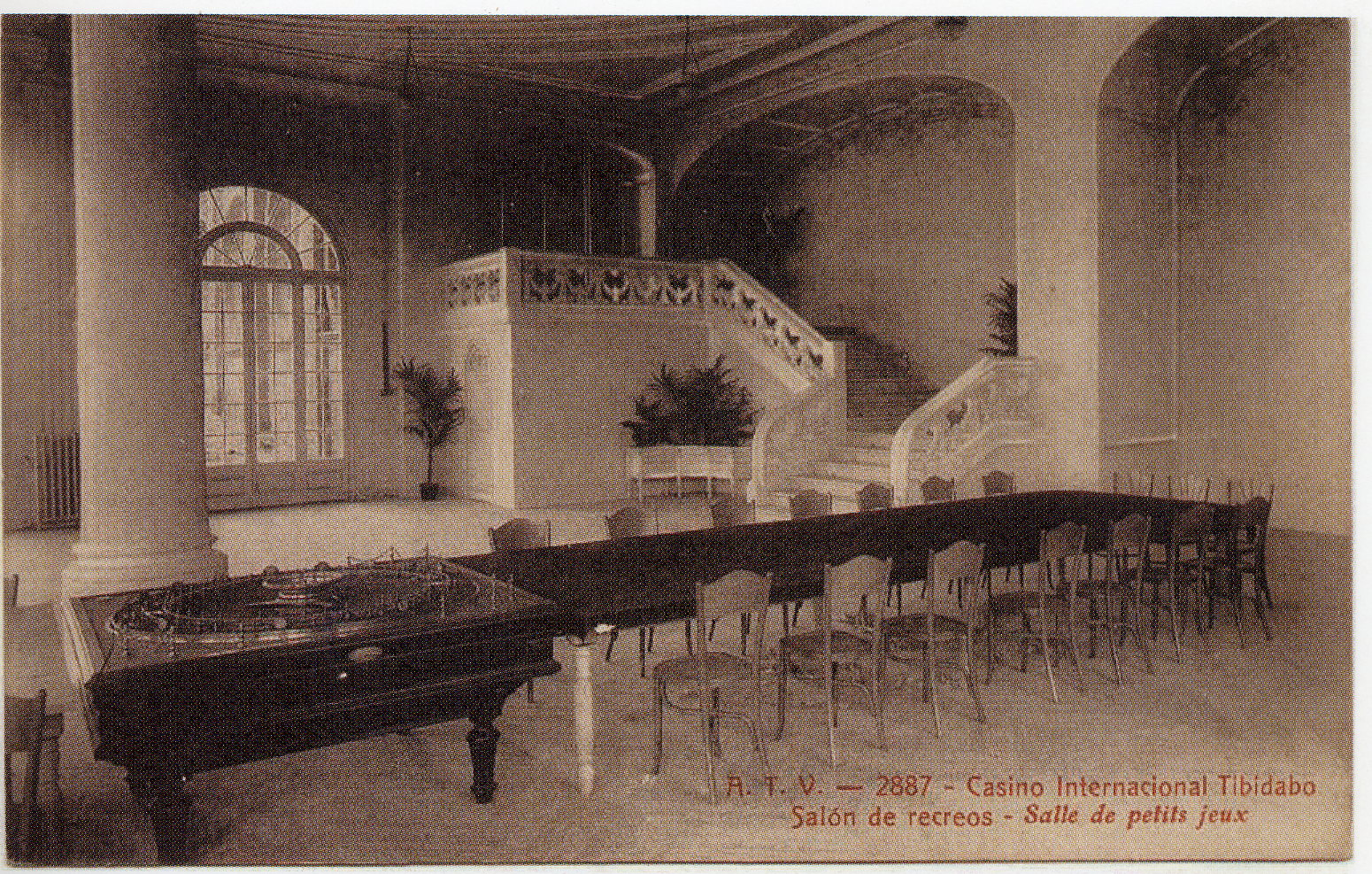
Taula de ruleta en el casino